# Ensemble vocal Bergamasque
Pour les articles homonymes, voir Bergamasque.
L’Ensemble vocal Bergamasque est né en 2007 sous l'impulsion de la jeune chef de chœur Marine Fribourg. Il regroupe 24 jeunes chanteurs qui possèdent tous une solide expérience musicale ; son répertoire, à l'image de la danse qui lui donne son nom (bergamasque), s'étend de la Renaissance au XXIe siècle, avec une prédilection pour le chœur a cappella.

## Projets
L'Ensemble vocal Bergamasque donne régulièrement des concerts à Paris et en région parisienne, ainsi qu'en Normandie ou encore à l'étranger dans le cadre de projets d'échanges.
En 2008, il s'est produit à Vienne, Linz (Autriche) et Rouen dans le cadre d'un échange avec l'ensemble vocal viennois Coro Siamo dirigé par Florian Maierl, puis à Dieppe et à nouveau à Rouen et Arques-la-Bataille en 2009, avec un programme de musique anglaise, de la Renaissance à nos jours.
En 2010, Bergamasque s'est consacré à la musique d'Europe du Nord, et s'est produit à Stockholm et Uppsala lors d'un échange avec le chœur universitaire suédois Norrlands Nations Kör d'Uppsala dirigé par Florian Benfer.
En 2011, il a donné son programme, The Inner Voice, répertoire original de pièces principalement d'Europe de l'Est, à Arques-la-Bataille, Rouen et Paris.
En 2012, l'Ensemble Vocal Bergamasque a été invité à l'Académie Bach pour un cycle de 4 concerts intitulé Vater unser im Himmelreich, la musique des catéchismes de Luther en compagnie de l'organiste Benjamin Alard. Cette prestation a été saluée par le public et la critique.

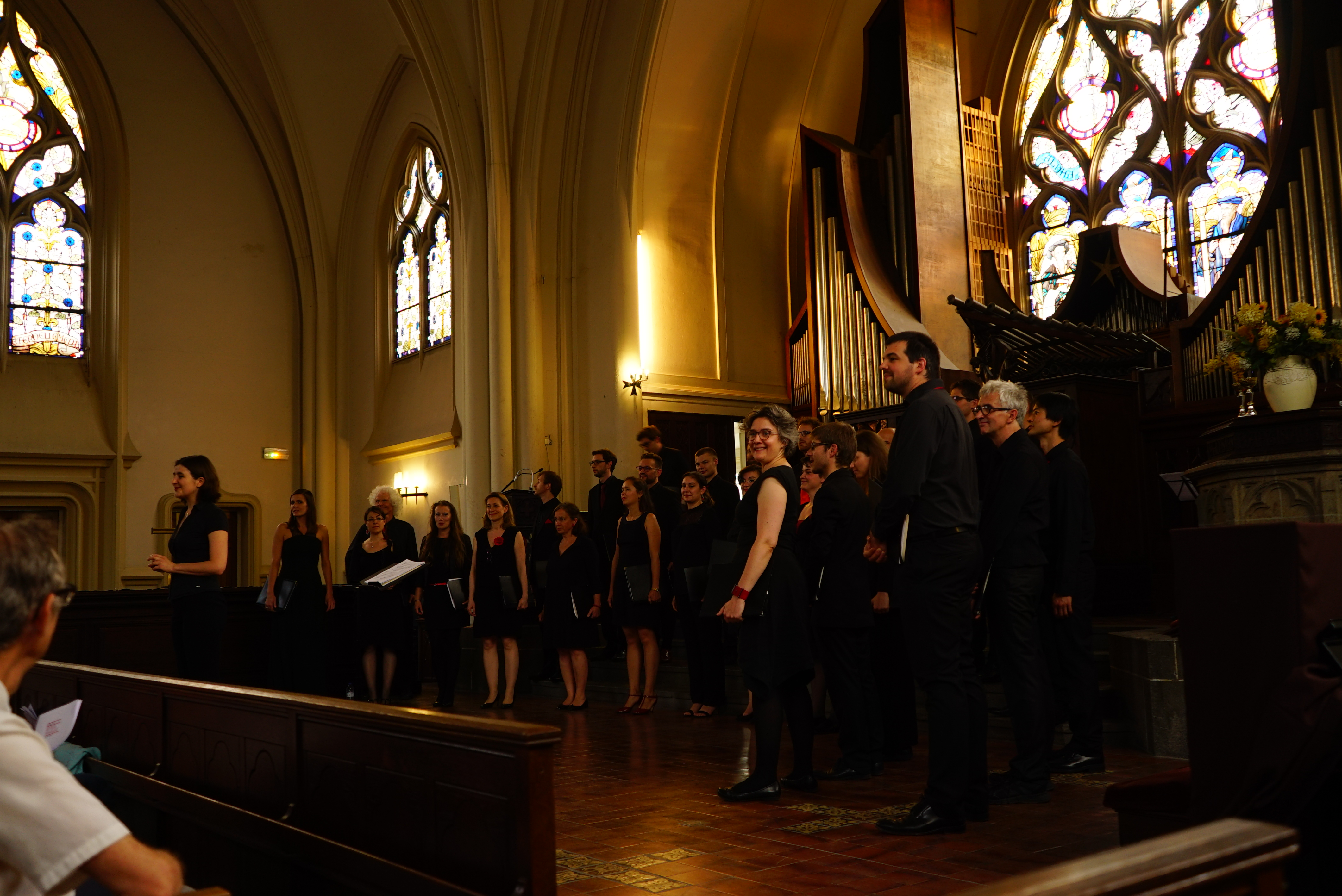
En 2018 au temple protestant de Reims.

En 2013, l'ensemble donne au festival Bach en Combrailles un concert de musique luthérienne, ainsi que le concert de clôture constitué de trois cantates de l'Avent de J.-S. Bach (BWV 36, 61 et 62) accompagné par l'orchestre d'Auvergne, salués par la presse. Il se produit à l'Académie Bach 2013 pour un cycle de 4 concerts, Réforme et Contre-réforme, accompagné à l'orgue et au clavecin par Benjamin Alard et Marc Meisel, avec la participation de l'ensemble Cappella della Torre. La critique note "l’extrême homogénéité des voix et leur capacité à s’emparer des textes chantés pour leur donner leur pleine signification".
En 2023 le chœur est dirigé par Pierre louis De Laporte.